# 竈山駅
竈山駅（かまやまえき）は和歌山県和歌山市和田にある和歌山電鐵貴志川線の駅。駅番号は05。

## 歴史
- 1916年（大正5年）2月15日：山東軽便鉄道の駅として開業。
- 1929年（昭和4年）11月：社名変更により山東鉄道の駅となる。
- 1931年（昭和6年）4月28日：社名変更により和歌山鉄道の駅となる。
- 1957年（昭和32年）11月1日：和歌山電気軌道との合併により同社鉄道線の駅となる。
- 1961年（昭和36年）11月1日：南海電気鉄道との合併により同社貴志川線の駅となる。
- 2006年（平成18年）4月1日：和歌山電鐵への継承により同社貴志川線の駅となる。

## 駅構造

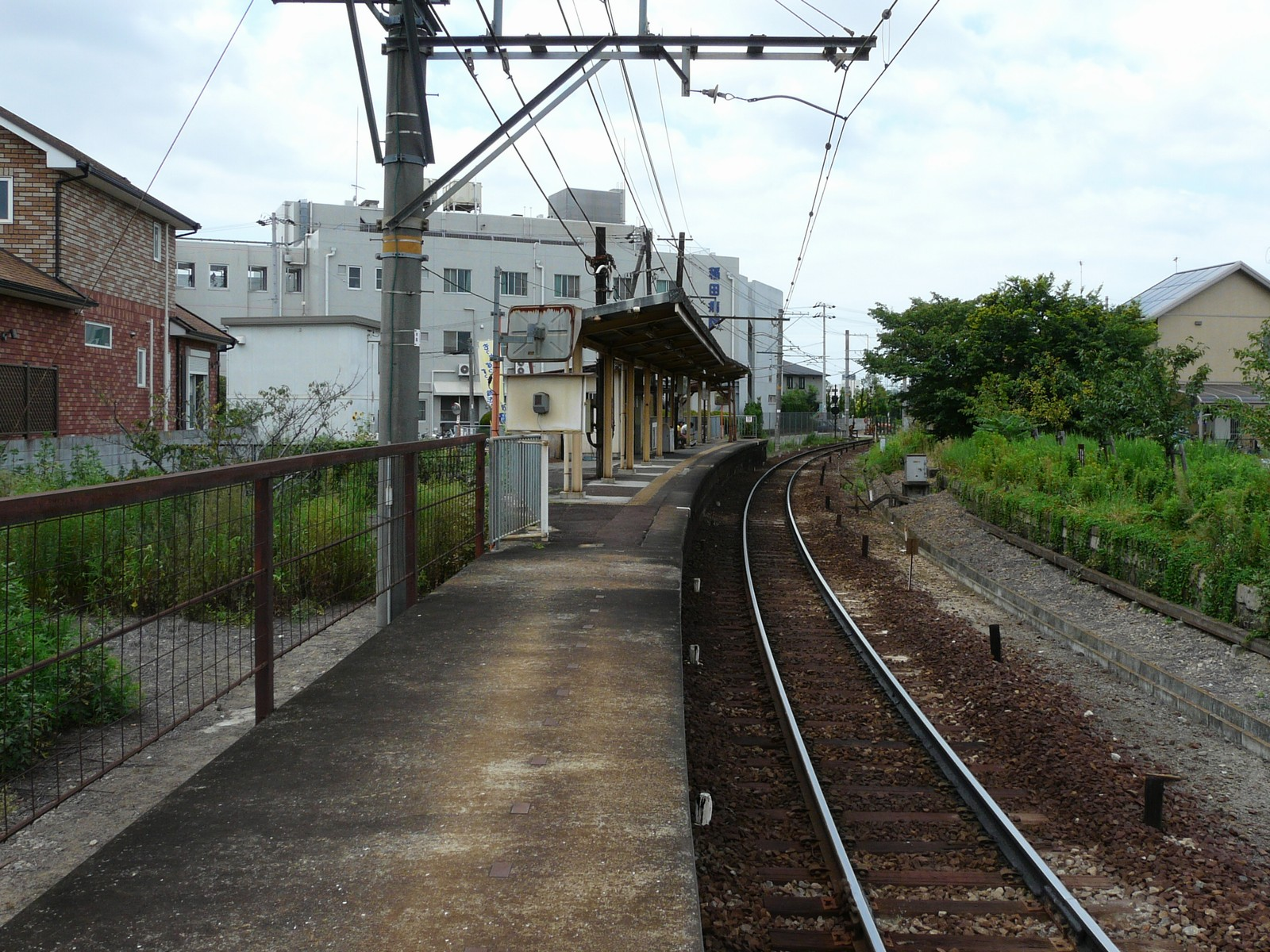
ホーム（2008年7月）

単式ホーム1面1線のみを持ち、列車同士の行き違いができない地上駅。ただし、かつては相対式ホーム2面2線で、現在も旧ホームの残骸がある。
駅舎は撤去されている。駅名標は、南海本線の最新版に準じた様式のものを用いている（交通センター前駅が開業したため）。
無人駅で、自動券売機や自動改札機などは設置されておらず、スルッとKANSAI対応のカードも使用できない。トイレあり。

## 利用状況
2020年（令和2年）度の調査結果では、1日平均乗降人員は461人である。
各年度の1日平均乗降人員は下記の通り。
| 年度   | 1日平均 乗降人員 |
| ------ | ---------------- |
| 1980年 | 544              |
| 1985年 | 367              |
| 1990年 | 378              |
| 1995年 | 467              |
| 2000年 | 458              |
| 2001年 | 450              |
| 2002年 | 374              |
| 2003年 | 360              |
| 2004年 | 344              |
| 2005年 | 341              |
| 2006年 | 540              |
| 2007年 | 539              |
| 2008年 | 526              |
| 2009年 | 521              |
| 2010年 | 522              |
| 2011年 | 524              |
| 2012年 | 519              |
| 2013年 | 551              |
| 2014年 | 547              |
| 2015年 | 564              |
| 2016年 | 535              |
| 2017年 | 529              |
| 2018年 | 509              |
| 2019年 | 486              |
| 2020年 | 461              |
| 2021年 | 470              |

## 駅周辺
- 竈山神社 - 駅から南へ600メートル。
- 和田郵便局
- オークワ神前店
- DCM 神前店
- 稲田病院 - ホーム入口左側にある救急指定病院。
- 和歌山県道13号和歌山橋本線
- 和歌山県道136号秋月海南線
- 和田川

## 隣の駅
和歌山電鐵
■貴志川線
神前駅 (04) - 竈山駅 (05) - 交通センター前駅 (06)
- （）内は駅番号を示す。